# 三国が丘駅

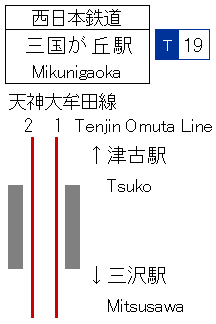
配線図

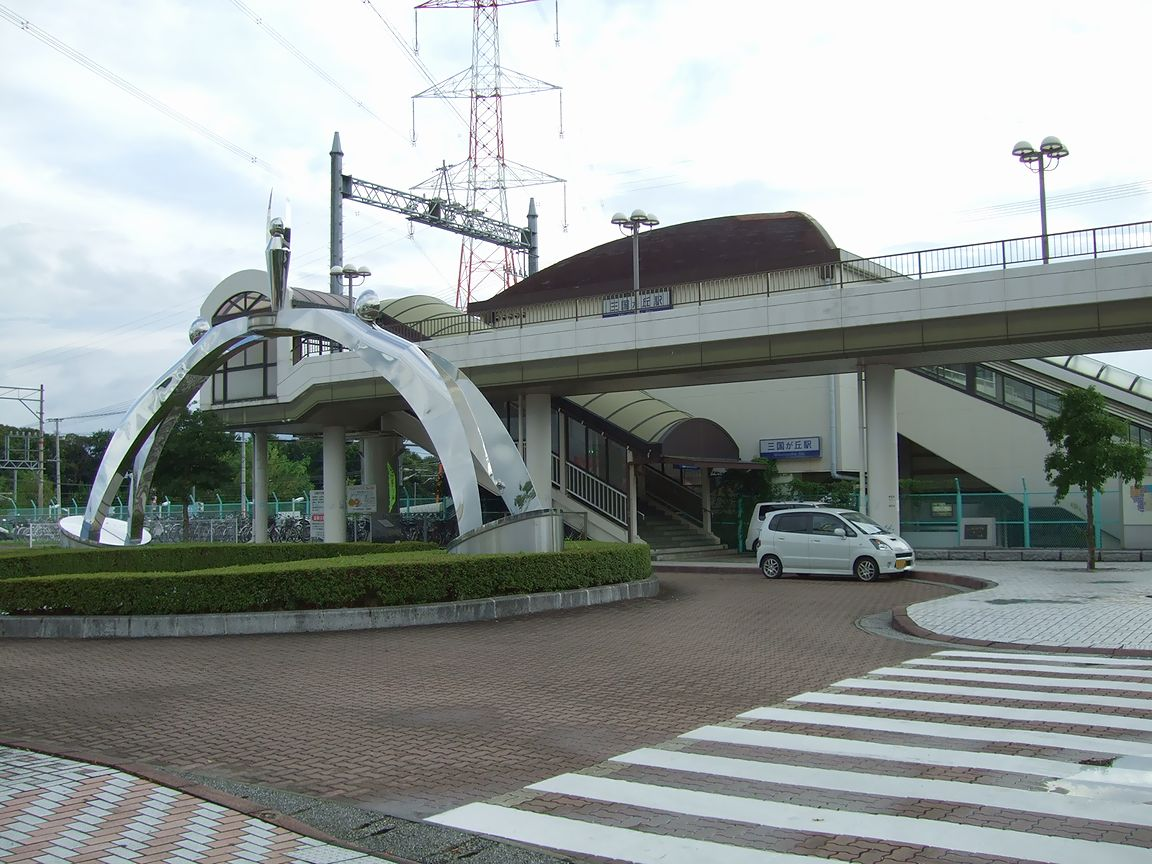
駅東側

三国が丘駅（みくにがおかえき）は、福岡県小郡市三国が丘一丁目にある西日本鉄道（西鉄）天神大牟田線の駅。駅番号はT19。東口に小さいロータリーがある。

## 歴史
1939年発行の九州鉄道沿線案内図には、津古と三沢の間に駅名の記載されていない空白があり、戦前から駅設置の計画があったようである。

### 年表
- 1992年（平成4年）3月25日：開業[1]。
- 2008年（平成20年）5月18日：ICカード「nimoca」供用開始。
- 2012年（平成24年）3月24日：ダイヤ改正により急行停車駅となる[5]。
- 2017年（平成29年）2月1日：駅ナンバリングを導入[3]。
- 2024年（令和6年）：西鉄では「初音ミク「マジカルミライ」2024」との企画「39TENJINミクテンジントリップ」の一環として、一時的に同駅の駅名表示板を「初音ミクにが丘駅」に変更することとした。期間は7月20日-8月31日。更に、同駅にて初音ミクの声を担当している、藤田咲による構内放送も実施する予定[6]。
- 2024年（令和6年）9月10日[要出典]：クレジットカードなどのタッチ決済実証実験を開始[7]。

## 駅構造

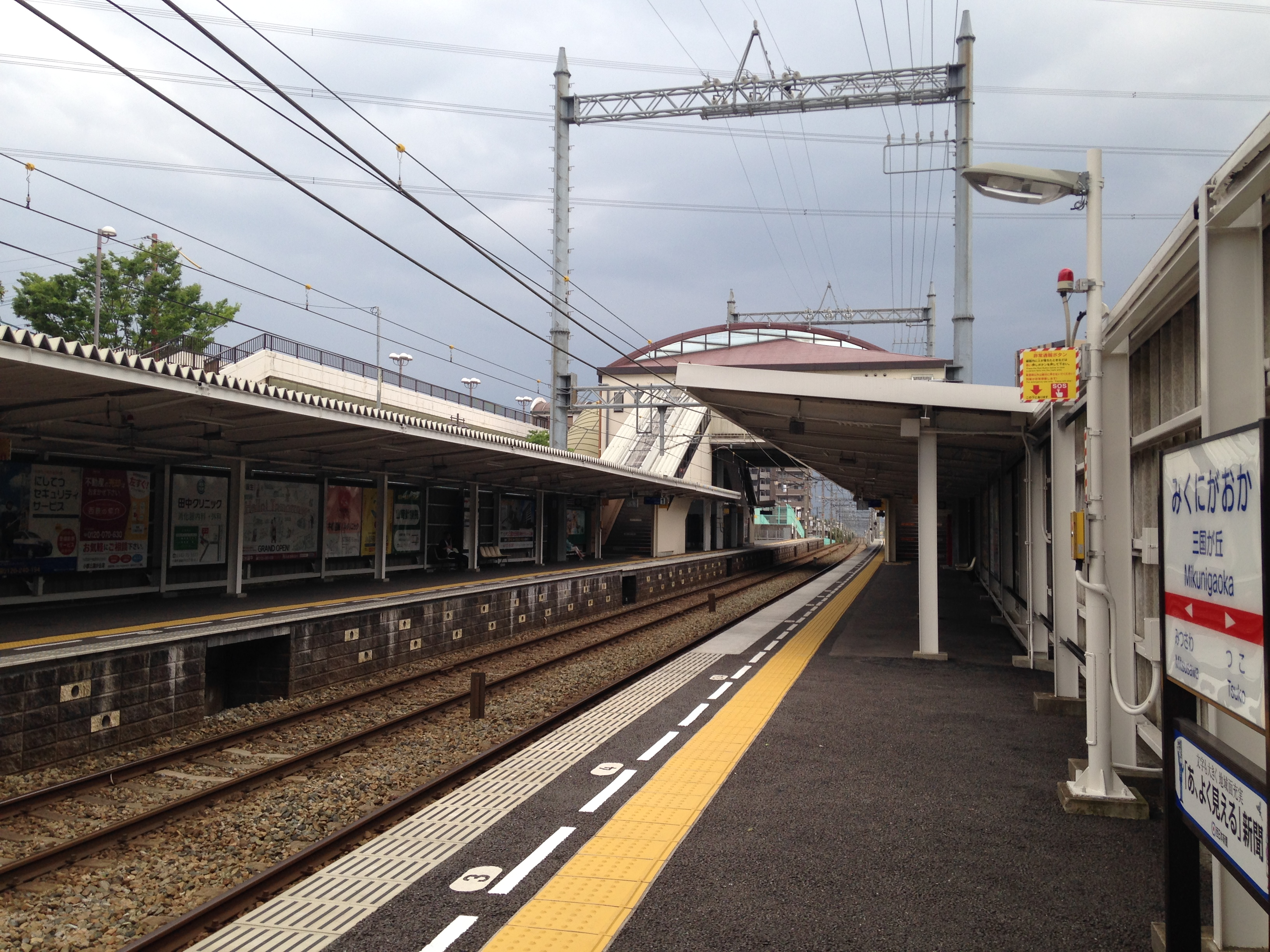
ホーム（2016年5月）

相対式ホーム2面2線を持つ地上駅。橋上駅舎を有する。ホーム有効長は8両分ある。
| ホーム | 路線          | 方向 | 行先                     | 備考 |
| ------ | ------------- | ---- | ------------------------ | ---- |
| 1      | ■天神大牟田線 | 下り | 久留米・柳川・大牟田方面 |      |
| 2      | ■天神大牟田線 | 上り | 二日市・福岡（天神）方面 |      |

## 利用状況
2022年度の1日平均乗降人員は5,454人である。駅前周辺の開発がされたこと、急行停車駅に昇格されたことにより、利用客数は年々増加傾向にある。
各年度の1日平均乗降人員は下表のとおり。
| 年度   | 1日平均 乗降人員 |
| ------ | ---------------- |
| 2000年 | 4,295            |
| 2001年 | 4,201            |
| 2002年 | 4,091            |
| 2003年 | 4,035            |
| 2004年 | 4,004            |
| 2005年 | 4,057            |
| 2006年 | 4,124            |
| 2007年 | 4,236            |
| 2008年 | 4,323            |
| 2009年 | 4,221            |
| 2010年 | 4,392            |
| 2011年 | 4,542            |
| 2012年 | 5,043            |
| 2013年 | 5,286            |
| 2014年 | 5,321            |
| 2015年 | 5,555            |
| 2016年 | 5,645            |
| 2017年 | 5,916            |
| 2018年 | 5,980            |
| 2019年 | 5,845            |
| 2020年 | 4,904            |
| 2021年 | 5,038            |
| 2022年 | 5,454            |

## 駅周辺
小郡市の北部に位置し、周辺は小郡・筑紫野ニュータウンとして西鉄と東京急行電鉄（東急）が開発した分譲住宅地が広がっている。

### 東口
駅の東側には西鉄の開発した分譲住宅地「三国が丘」がある。
- 小郡三国が丘郵便局

### 西口
駅の西口から南側へ約500mの場所に西鉄の開発した住宅地「美鈴の杜」があり、その約1km西側に同じく西鉄の開発した「美鈴が丘」がある。その西隣には東急の開発した「希みが丘」があり、希みが丘から市境を挟んで北側の筑紫野市域には同じく東急の「美しが丘」「光が丘」がある。都心回帰現象にもかかわらず人気は高く、すでに東急開発部分はほぼ完売している。
- 福岡県立小郡高等学校 - 駅西側徒歩1分。小郡市内に2つある県立高校のうちの一つ。久留米地区の他、筑紫野市側からも通学可能。
- 小郡市立三国中学校 - 駅西側、美鈴が丘方面へ徒歩10分。
- 小郡市立のぞみが丘小学校 - 駅西側、希みが丘方面へ徒歩20分。
- 麻生学園小学校 - 駅西側。希みが丘方面へ自動車で5分。私立。
- アスター幼稚園 - 駅西側。希みが丘方面へ徒歩20分。私立幼稚園。上記東明館と同じく麻生グループ。
- 埋蔵文化財調査センター - 駅西側、美鈴が丘方面徒歩7分。近隣に古墳が多く調査にあたっている。見学も可能。
- 九州歴史資料館 - 駅西側、徒歩10分。埋蔵文化財調査センターに隣接。
- 筑後小郡簡易保険レクセンター - かつて近くに存在したが閉鎖されている。敷地は駅前駐車場と九州歴史資料館に転用された。
  - 「美鈴の杜」に隣接してスーパー「レガネット」などの商業施設が存在する。
- セブン-イレブン小郡美鈴が丘店 - 三国中学校の隣
- しまむら小郡店 - レガネットの隣
- 佐賀銀行津古支店
- 福岡志恩病院

## バス路線
民間のバス路線は全て撤退した。現在は自治会や行政が主体となって運行するコミュニティバスが残るのみである。
- 自治会バス「ベレッサ号」
  - 2011年4月から運行開始。毎週水曜日と金曜日に美鈴が丘地区方面へ、毎週火曜日と木曜日に希みが丘地区方面へ運行。いずれも9時から13時まで1時間おきに運行する。
- 小郡市コミュニティバス
  - 3：■横隈・津古ルート（三国が丘駅東口バス停） - 津古・光が丘方面 / ふれあい館三国・大保・文化会館・小郡市役所・あすてらす方面
    - 両方面1日4便運行

  - 4：■下岩田・乙隈ルート（三国が丘駅東口バス停） - 乙隈公民館・立石・松崎・文化会館・小郡市役所・あすてらす方面
    - 三国が丘駅東口発、あすてらす方面からの到着ともに1日2便ずつ運行。

  - 5：■東野・美鈴が丘ルート（三国が丘駅西口バス停） - 美鈴が丘・希みが丘・小郡市役所・文化会館・あすてらす方面
    - 三国が丘駅西口バス停発が1日5便、あすてらす方面から到着するバスが1日4便となっている。
    - 朝の到着1便目と最終発便は美鈴が丘・希みが丘地区内（三国が丘駅西口 - 上田町堤）のみ運行。

## 隣の駅
西日本鉄道
■天神大牟田線
■特急
通過
■急行
筑紫駅（T17） - 三国が丘駅（T19） - 西鉄小郡駅（T22）
■普通
津古駅（T18） - 三国が丘駅（T19） - 三沢駅（T20）